# The Dominators
The Dominators (Los dominadores) es el primer serial de la sexta temporada de la serie británica de ciencia ficción Doctor Who, emitido originalmente en cinco episodios semanales del 10 de agosto al 7 de septiembre de 1968.

## Argumento
Una nave alienígena que lleva a los arrogantes y despiadados Dominadores llega al pacífico planeta Dulkis. Aterriza en la Isla de la Muerte, un sitio de pruebas nucleares que ahora tiene un museo antiguerra, y absorbe toda la radiación de la isla. Los Dominadores mandan a unos robots llamados Quarks para preparar la incursión en el planeta, ya que quieren convertirlo en combustible para cohete. Mientras, la TARDIS llega a otra zona de la isla con el Segundo Doctor, Jamie y Zoe a bordo. Deberán convencer a los extremadamente pacíficos habitantes del planeta de la amenaza que tienen encima antes de que éstos les conviertan en esclavos en su propio planeta.

### Continuidad
- En el episodio 4, Jamie habla de su historia de debut, The Highlanders diciendo que luchó contra los Casacas rojas durante la batalla de Culloden.
- En el episodio 1, cuando llega la TARDIS, Jamie le pregunta al Doctor si aún se siente cansado, y el Doctor responde que "es un trabajo muy agotador, proyectar todas esas imágenes mentales, ¿sabes?" Esto es una referencia al final del serial anterior, The Wheel in Space. En el último episodio de ese serial, Zoe se ha metido de polizona en la TARDIS, y el Doctor decide darle una idea de lo que es viajar con él usando una máquina para proyectar sus recuerdos en una historia de una de sus anteriores aventuras, The Evil of the Daleks, que después se emitió como repetición entre The Wheel in Space y The Dominators.[1]
- El episodio 5 marca la segunda aparición del destornillador sónico del Doctor, y la primera vez que se revela que es multifunción, cuando el Doctor lo usa para abrir camino por el muro del almacén de bombas.

## Producción
| Episodio          | Fecha de emisión        | Duración | Espectadores en millones | Estado en el archivo |
| ----------------- | ----------------------- | -------- | ------------------------ | -------------------- |
| Episodio 1        | 10 de agosto de 1968    | 24:25    | 6,1                      | Película de 16 mm    |
| Episodio 2        | 17 de agosto de 1968    | 24:07    | 5,9                      | Película de 16 mm    |
| Episodio 3        | 24 de agosto de 1968    | 24:06    | 5,4                      | Película de 35 mm    |
| Episodio 4        | 31 de agosto de 1968    | 23:54    | 7,5                      | Película de 16 mm    |
| Episodio 5        | 7 de septiembre de 1968 | 24:19    | 5,9                      | Película de 16 mm    |
| [ 2 ] [ 3 ] [ 4 ] |                         |          |                          |                      |

- Los Quarks se crearon como un intento de crear un monstruo con el mismo potencial de merchandising de los populares Daleks.
- Los pacifistas Dulcians se concibieron originalmente como una sátira de la cultura hippie de los años sesenta.
- Este serial originalmente estaba compuesto por seis episodios, pero se pensó que no tenía contenido suficiente y se redujo a cinco en el último momento. El Productor Peter Bryant ordenó a Haisman y Lincoln que abandonaran la escritura del sexto episodio, y el editor de guiones, Derrick Sherwin, reescribió el quinto para dar una conclusión. A Haisman y Lincoln no se les informó de esto ni del merchandising de los Quarks, lo que hizo que rechazaran volver a escribir nunca más para la serie. Esto hizo que se escribiera un episodio extra para la siguiente, The Mind Robber, haciendo ese serial también de cinco episodios.
- Patrick Troughton estuvo ausente de todo el rodaje en exteriores. Un doble interpreta el papel del Doctor en todas estas escenas, y en algunas tomas se le ve claramente la cara.[5]